# Atemptat d'Istanbul del 2022
L'atemptat d'Istanbul del 2022 fou una explosió perpetrada a les 16:20 hores del vespre el 13 de novembre del 2022 a l'avinguda d'İstiklal d'Istanbul (Turquia). Segons el governador d'Istanbul, Ali Yerlikaya, per causa de l'esdeveniment van morir 6 persones i unes altres 81 en van resultar ferides.

## Antecedents
L'avinguda d'İstiklal havia estat l'escenari d'atemptats terroristes amb el mateix mecanisme en el passat, concretament un l'any 2015 i un altre el 19 de març 2016, comesos i reivindicats per l'Estat Islàmic.

## Explosió
Segons el diari turc OdaTV, l'explosió va ser provocada per un artefacte explosiu improvisat i hi va participar una dona d'identitat desconeguda. Diverses dotacions tant de bombers com d'ambulàncies desplaçar-se fins al lloc dels fets per tal d'auxiliar els afectats. La policia hi va establir un perímetre de seguretat i va restringir l'accés a l'avinguda d'İstiklal i també a la Plaça de Taksim —són dos dels indrets més turístics i concorreguts de la ciutat.

## Investigació
Malgrat que es van arribar a saber alguns aspectes clau dels fets, durant les primeres hores no es va fer públic el motiu de l'atemptat. El president de Turquia, Recep Tayyip Erdoğan, va condemnar l'atac i els informes inicials del governador d'Istanbul el van percebre com un atac d'índole terrorista.
L'endemà del crim, a primera hora, el ministre de l'Interior, Süleyman Soylu, només va fer públic que l'individu responsable de l'atemptat havia estat detingut. D'afegitó, va atribuir l'acció terrorista al Partit Kurd dels Treballadors, tot i que aquest no el va reivindicar en cap moment.

## Censura
Aproximadament una hora després de l'explosió, el Tribunal Penal d'Istanbul va emetre una prohibició d'emissió a tots els mitjans de notícies i a les xarxes socials sobre tot allò que estigués relacionat amb l'incident. Consegüentment, els canals CNN Türk i TRT van deixar d'informar-ne. La velocitat d'Internet a tot Turquia va veure's significativament reduïda després de la deflagració.

## Reaccions
El batlle d'Istanbul, Ekrem İmamoğlu, va fer inspeccionar el lloc de l'atemptat i el ministre de Salut turc, Fahrettin Koca, va anunciar que les víctimes estaven de camí o ja eren ateses als hospitals limítrofs. Molts líders polítics van expressar condol als mitjans de comunicació i van exposar que es tractava d'un cas de terrorisme.
D'altra banda, el president de l'Estat, Recep Tayyip Erdoğan, va assegurar que «després d'aquest atac traïdor, els nostres agents de policia van dirigir-se lloc dels fets i els nostres ferits van ser enviats als hospitals dels voltants. Els esforços per apoderar-se de Turquia i de la nació turca per mitjà del terrorisme no arribaran a atènyer cap fi».
Finalment, el líder del Partit Republicà del Poble, Kemal Kılıçdaroğlu, va declarar-ne que «hem d'unir forces contra totes les formes de terrorisme. […] Tant hi fa d'on ve el terror, sigui quina en sigui la font, els 85 milions de persones que viuen en aquest país han d'unir-s'hi en contra. Han de maleir el terrorisme, aquells que el cometen i aquells que li donen suport».